# Erdaopaozi (köpinghuvudort i Kina, Jilin Sheng, lat 42,64, long 130,47)
Erdaopaozi är en köpinghuvudort i Kina. Den ligger i provinsen Jilin, i den nordöstra delen av landet, omkring 450 kilometer öster om provinshuvudstaden Changchun. Antalet invånare är 5 014. Befolkningen består av 2 329 kvinnor och 2 685 män. Barn under 15 år utgör 5,0 %, vuxna 15-64 år 81 %, och äldre över 65 år 13,0 %.
Runt Erdaopaozi är det ganska glesbefolkat, med 27 invånare per kvadratkilometer. Närmaste större samhälle är Banshi, 19,1 km nordväst om Erdaopaozi. Trakten runt Erdaopaozi består till största delen av jordbruksmark.
Genomsnittlig årsnederbörd är 1 002 millimeter. Den regnigaste månaden är juli, med i genomsnitt 207 mm nederbörd, och den torraste är januari, med 8 mm nederbörd.